# Сензан-Мару
Сензан-Мару (Senzan Maru) — транспортне судно, яке під час Другої світової війни взяло участь у операціях японських збройних сил в архіпелазі Бісмарка.
Сензан-Мару спорудили у 1929 році на верфі Mitsui Bussan Zosenbu у Тамі на замовлення компанії Dairen Kisen.
20 червня 1942-го при переході з порту Кірун (наразі Цзілун на Тайвані) судно наскочило на риф. Наступної доби на допомогу Сензан-Мару прибули буксир і малий корабель, що допомогло зняти транспортне судно з мілини. 23 червня воно прибуло до іншого тайванського порту Такао (наразі Гаосюн).
2 серпня 1942-го Сензан-Мару реквізували для потреб Імперського флоту Японії. З 8 по 20 серпня судно пройшло необхідну модернізацію на верфі Maizuru Naval Yard.
26 серпня 1942-го Сензан-Мару перейшов із Токуями до Агеношо, звідки вирушив 28 серпня та 7 вересня прибув до Рабаулу — головної передової бази японців у архіпелазі Бісмарка, з якої провадились операції на Соломонових островах та сході Нової Гвінеї. 24 вересня судно вирушило у зворотний рейс та 5 жовтня досягло порту Токуяма.
14—28 жовтня Сензан-Мару витратило на новий перехід із Токуями до Рабаула. В архіпелазі Бісмарка судно перебувало 2 тижні, 15 листопада вийшло звідти та 2 грудня вже було в ще одному японському порту Майдзуру.
5 січня 1943-го Сензан-Мару вирушило з Токуями в третій рейс до південно-східного сектору фронту, де на Соломонових островах уже п'ять місяців тривала важка битва за Гуадалканал, а на Новій Гвінеї союзники успішно завершували наступ на Гону. 16 січня за сто тридцять кілометрів на північний захід від островів Адміралтейства судно зустрів мисливець за підводними човнами CH-16, котрий мав забезпечувати ескорт на завершальній ділянці маршруту. 18 січня в морі Бісмарка за півтори сотні кілометрів на південний захід від острова Новий Ганновер Сензан-Мару атакували та поцілили бомбардувальники B-24 «Ліберейтор». На судні здетонував вантаж пального і Сензан-Мару затонуло. Загинуло 7 членів екіпажу, решту врятовано CH-16.